# Roni (Bobby Brown)
Roni è un brano del cantante statunitense Bobby Brown, pubblicato come terzo singolo estratto dal suo secondo album in studio Don't Be Cruel.
Il brano ha raggiunto la terza posizione nella Bilboard Hot 100, confermandosi come terzo singolo consecutivo estratto dall'album a raggiungere la Top 10 statunitense.
1) Roni (Extended Version) - 7:48
2) Roni (Radio Edit) - 5:30
3) Roni (Instrumental) - 6:42
4) Roni (Pebbarone Mix) - 5:16
5) Roni (Cussapella) - 3:06